# Жерара тема
Те́ма Жера́ра — тема в шаховій композиції. Суть теми — гра повної пів-зв'язки чорних фігур з шахами білому королю.

## Історія
Ідея була запропонована шаховим композитором Жераром на початку ХХ століття.
Дві чорних фігури знаходяться в пів-зв'язці. Під час захистів чорних вступають по черзі в гру обидві фігури пів-зв'язки, утворюються тематичні варіанти з шахами білому королю, але при цьому одна з тематичних фігур чорних зв'язується. Білі використовують це послаблення в позиції чорних і захищаючись від шаху оголошують мат.
Ця ідея дістала назву —  тема Жерара.
|   | a | b | c | d | e | f | g | h |   |
| 8 | e8 білий король · f8 білий ферзь · d7 чорний пішак · e7 білий кінь · b6 білий пішак · c6 чорний пішак · d6 чорний король · e6 чорний пішак · f6 чорний слон · g6 біла тура · b4 білий пішак · d4 чорний пішак · f4 чорна тура · h4 чорний пішак · e3 білий кінь · a2 чорний слон · h2 білий слон · c1 чорний ферзь · e1 біла тура | e8 білий король · f8 білий ферзь · d7 чорний пішак · e7 білий кінь · b6 білий пішак · c6 чорний пішак · d6 чорний король · e6 чорний пішак · f6 чорний слон · g6 біла тура · b4 білий пішак · d4 чорний пішак · f4 чорна тура · h4 чорний пішак · e3 білий кінь · a2 чорний слон · h2 білий слон · c1 чорний ферзь · e1 біла тура | e8 білий король · f8 білий ферзь · d7 чорний пішак · e7 білий кінь · b6 білий пішак · c6 чорний пішак · d6 чорний король · e6 чорний пішак · f6 чорний слон · g6 біла тура · b4 білий пішак · d4 чорний пішак · f4 чорна тура · h4 чорний пішак · e3 білий кінь · a2 чорний слон · h2 білий слон · c1 чорний ферзь · e1 біла тура | e8 білий король · f8 білий ферзь · d7 чорний пішак · e7 білий кінь · b6 білий пішак · c6 чорний пішак · d6 чорний король · e6 чорний пішак · f6 чорний слон · g6 біла тура · b4 білий пішак · d4 чорний пішак · f4 чорна тура · h4 чорний пішак · e3 білий кінь · a2 чорний слон · h2 білий слон · c1 чорний ферзь · e1 біла тура | e8 білий король · f8 білий ферзь · d7 чорний пішак · e7 білий кінь · b6 білий пішак · c6 чорний пішак · d6 чорний король · e6 чорний пішак · f6 чорний слон · g6 біла тура · b4 білий пішак · d4 чорний пішак · f4 чорна тура · h4 чорний пішак · e3 білий кінь · a2 чорний слон · h2 білий слон · c1 чорний ферзь · e1 біла тура | e8 білий король · f8 білий ферзь · d7 чорний пішак · e7 білий кінь · b6 білий пішак · c6 чорний пішак · d6 чорний король · e6 чорний пішак · f6 чорний слон · g6 біла тура · b4 білий пішак · d4 чорний пішак · f4 чорна тура · h4 чорний пішак · e3 білий кінь · a2 чорний слон · h2 білий слон · c1 чорний ферзь · e1 біла тура | e8 білий король · f8 білий ферзь · d7 чорний пішак · e7 білий кінь · b6 білий пішак · c6 чорний пішак · d6 чорний король · e6 чорний пішак · f6 чорний слон · g6 біла тура · b4 білий пішак · d4 чорний пішак · f4 чорна тура · h4 чорний пішак · e3 білий кінь · a2 чорний слон · h2 білий слон · c1 чорний ферзь · e1 біла тура | e8 білий король · f8 білий ферзь · d7 чорний пішак · e7 білий кінь · b6 білий пішак · c6 чорний пішак · d6 чорний король · e6 чорний пішак · f6 чорний слон · g6 біла тура · b4 білий пішак · d4 чорний пішак · f4 чорна тура · h4 чорний пішак · e3 білий кінь · a2 чорний слон · h2 білий слон · c1 чорний ферзь · e1 біла тура | 8 |
| 7 | e8 білий король · f8 білий ферзь · d7 чорний пішак · e7 білий кінь · b6 білий пішак · c6 чорний пішак · d6 чорний король · e6 чорний пішак · f6 чорний слон · g6 біла тура · b4 білий пішак · d4 чорний пішак · f4 чорна тура · h4 чорний пішак · e3 білий кінь · a2 чорний слон · h2 білий слон · c1 чорний ферзь · e1 біла тура | e8 білий король · f8 білий ферзь · d7 чорний пішак · e7 білий кінь · b6 білий пішак · c6 чорний пішак · d6 чорний король · e6 чорний пішак · f6 чорний слон · g6 біла тура · b4 білий пішак · d4 чорний пішак · f4 чорна тура · h4 чорний пішак · e3 білий кінь · a2 чорний слон · h2 білий слон · c1 чорний ферзь · e1 біла тура | e8 білий король · f8 білий ферзь · d7 чорний пішак · e7 білий кінь · b6 білий пішак · c6 чорний пішак · d6 чорний король · e6 чорний пішак · f6 чорний слон · g6 біла тура · b4 білий пішак · d4 чорний пішак · f4 чорна тура · h4 чорний пішак · e3 білий кінь · a2 чорний слон · h2 білий слон · c1 чорний ферзь · e1 біла тура | e8 білий король · f8 білий ферзь · d7 чорний пішак · e7 білий кінь · b6 білий пішак · c6 чорний пішак · d6 чорний король · e6 чорний пішак · f6 чорний слон · g6 біла тура · b4 білий пішак · d4 чорний пішак · f4 чорна тура · h4 чорний пішак · e3 білий кінь · a2 чорний слон · h2 білий слон · c1 чорний ферзь · e1 біла тура | e8 білий король · f8 білий ферзь · d7 чорний пішак · e7 білий кінь · b6 білий пішак · c6 чорний пішак · d6 чорний король · e6 чорний пішак · f6 чорний слон · g6 біла тура · b4 білий пішак · d4 чорний пішак · f4 чорна тура · h4 чорний пішак · e3 білий кінь · a2 чорний слон · h2 білий слон · c1 чорний ферзь · e1 біла тура | e8 білий король · f8 білий ферзь · d7 чорний пішак · e7 білий кінь · b6 білий пішак · c6 чорний пішак · d6 чорний король · e6 чорний пішак · f6 чорний слон · g6 біла тура · b4 білий пішак · d4 чорний пішак · f4 чорна тура · h4 чорний пішак · e3 білий кінь · a2 чорний слон · h2 білий слон · c1 чорний ферзь · e1 біла тура | e8 білий король · f8 білий ферзь · d7 чорний пішак · e7 білий кінь · b6 білий пішак · c6 чорний пішак · d6 чорний король · e6 чорний пішак · f6 чорний слон · g6 біла тура · b4 білий пішак · d4 чорний пішак · f4 чорна тура · h4 чорний пішак · e3 білий кінь · a2 чорний слон · h2 білий слон · c1 чорний ферзь · e1 біла тура | e8 білий король · f8 білий ферзь · d7 чорний пішак · e7 білий кінь · b6 білий пішак · c6 чорний пішак · d6 чорний король · e6 чорний пішак · f6 чорний слон · g6 біла тура · b4 білий пішак · d4 чорний пішак · f4 чорна тура · h4 чорний пішак · e3 білий кінь · a2 чорний слон · h2 білий слон · c1 чорний ферзь · e1 біла тура | 7 |
| 6 | e8 білий король · f8 білий ферзь · d7 чорний пішак · e7 білий кінь · b6 білий пішак · c6 чорний пішак · d6 чорний король · e6 чорний пішак · f6 чорний слон · g6 біла тура · b4 білий пішак · d4 чорний пішак · f4 чорна тура · h4 чорний пішак · e3 білий кінь · a2 чорний слон · h2 білий слон · c1 чорний ферзь · e1 біла тура | e8 білий король · f8 білий ферзь · d7 чорний пішак · e7 білий кінь · b6 білий пішак · c6 чорний пішак · d6 чорний король · e6 чорний пішак · f6 чорний слон · g6 біла тура · b4 білий пішак · d4 чорний пішак · f4 чорна тура · h4 чорний пішак · e3 білий кінь · a2 чорний слон · h2 білий слон · c1 чорний ферзь · e1 біла тура | e8 білий король · f8 білий ферзь · d7 чорний пішак · e7 білий кінь · b6 білий пішак · c6 чорний пішак · d6 чорний король · e6 чорний пішак · f6 чорний слон · g6 біла тура · b4 білий пішак · d4 чорний пішак · f4 чорна тура · h4 чорний пішак · e3 білий кінь · a2 чорний слон · h2 білий слон · c1 чорний ферзь · e1 біла тура | e8 білий король · f8 білий ферзь · d7 чорний пішак · e7 білий кінь · b6 білий пішак · c6 чорний пішак · d6 чорний король · e6 чорний пішак · f6 чорний слон · g6 біла тура · b4 білий пішак · d4 чорний пішак · f4 чорна тура · h4 чорний пішак · e3 білий кінь · a2 чорний слон · h2 білий слон · c1 чорний ферзь · e1 біла тура | e8 білий король · f8 білий ферзь · d7 чорний пішак · e7 білий кінь · b6 білий пішак · c6 чорний пішак · d6 чорний король · e6 чорний пішак · f6 чорний слон · g6 біла тура · b4 білий пішак · d4 чорний пішак · f4 чорна тура · h4 чорний пішак · e3 білий кінь · a2 чорний слон · h2 білий слон · c1 чорний ферзь · e1 біла тура | e8 білий король · f8 білий ферзь · d7 чорний пішак · e7 білий кінь · b6 білий пішак · c6 чорний пішак · d6 чорний король · e6 чорний пішак · f6 чорний слон · g6 біла тура · b4 білий пішак · d4 чорний пішак · f4 чорна тура · h4 чорний пішак · e3 білий кінь · a2 чорний слон · h2 білий слон · c1 чорний ферзь · e1 біла тура | e8 білий король · f8 білий ферзь · d7 чорний пішак · e7 білий кінь · b6 білий пішак · c6 чорний пішак · d6 чорний король · e6 чорний пішак · f6 чорний слон · g6 біла тура · b4 білий пішак · d4 чорний пішак · f4 чорна тура · h4 чорний пішак · e3 білий кінь · a2 чорний слон · h2 білий слон · c1 чорний ферзь · e1 біла тура | e8 білий король · f8 білий ферзь · d7 чорний пішак · e7 білий кінь · b6 білий пішак · c6 чорний пішак · d6 чорний король · e6 чорний пішак · f6 чорний слон · g6 біла тура · b4 білий пішак · d4 чорний пішак · f4 чорна тура · h4 чорний пішак · e3 білий кінь · a2 чорний слон · h2 білий слон · c1 чорний ферзь · e1 біла тура | 6 |
| 5 | e8 білий король · f8 білий ферзь · d7 чорний пішак · e7 білий кінь · b6 білий пішак · c6 чорний пішак · d6 чорний король · e6 чорний пішак · f6 чорний слон · g6 біла тура · b4 білий пішак · d4 чорний пішак · f4 чорна тура · h4 чорний пішак · e3 білий кінь · a2 чорний слон · h2 білий слон · c1 чорний ферзь · e1 біла тура | e8 білий король · f8 білий ферзь · d7 чорний пішак · e7 білий кінь · b6 білий пішак · c6 чорний пішак · d6 чорний король · e6 чорний пішак · f6 чорний слон · g6 біла тура · b4 білий пішак · d4 чорний пішак · f4 чорна тура · h4 чорний пішак · e3 білий кінь · a2 чорний слон · h2 білий слон · c1 чорний ферзь · e1 біла тура | e8 білий король · f8 білий ферзь · d7 чорний пішак · e7 білий кінь · b6 білий пішак · c6 чорний пішак · d6 чорний король · e6 чорний пішак · f6 чорний слон · g6 біла тура · b4 білий пішак · d4 чорний пішак · f4 чорна тура · h4 чорний пішак · e3 білий кінь · a2 чорний слон · h2 білий слон · c1 чорний ферзь · e1 біла тура | e8 білий король · f8 білий ферзь · d7 чорний пішак · e7 білий кінь · b6 білий пішак · c6 чорний пішак · d6 чорний король · e6 чорний пішак · f6 чорний слон · g6 біла тура · b4 білий пішак · d4 чорний пішак · f4 чорна тура · h4 чорний пішак · e3 білий кінь · a2 чорний слон · h2 білий слон · c1 чорний ферзь · e1 біла тура | e8 білий король · f8 білий ферзь · d7 чорний пішак · e7 білий кінь · b6 білий пішак · c6 чорний пішак · d6 чорний король · e6 чорний пішак · f6 чорний слон · g6 біла тура · b4 білий пішак · d4 чорний пішак · f4 чорна тура · h4 чорний пішак · e3 білий кінь · a2 чорний слон · h2 білий слон · c1 чорний ферзь · e1 біла тура | e8 білий король · f8 білий ферзь · d7 чорний пішак · e7 білий кінь · b6 білий пішак · c6 чорний пішак · d6 чорний король · e6 чорний пішак · f6 чорний слон · g6 біла тура · b4 білий пішак · d4 чорний пішак · f4 чорна тура · h4 чорний пішак · e3 білий кінь · a2 чорний слон · h2 білий слон · c1 чорний ферзь · e1 біла тура | e8 білий король · f8 білий ферзь · d7 чорний пішак · e7 білий кінь · b6 білий пішак · c6 чорний пішак · d6 чорний король · e6 чорний пішак · f6 чорний слон · g6 біла тура · b4 білий пішак · d4 чорний пішак · f4 чорна тура · h4 чорний пішак · e3 білий кінь · a2 чорний слон · h2 білий слон · c1 чорний ферзь · e1 біла тура | e8 білий король · f8 білий ферзь · d7 чорний пішак · e7 білий кінь · b6 білий пішак · c6 чорний пішак · d6 чорний король · e6 чорний пішак · f6 чорний слон · g6 біла тура · b4 білий пішак · d4 чорний пішак · f4 чорна тура · h4 чорний пішак · e3 білий кінь · a2 чорний слон · h2 білий слон · c1 чорний ферзь · e1 біла тура | 5 |
| 4 | e8 білий король · f8 білий ферзь · d7 чорний пішак · e7 білий кінь · b6 білий пішак · c6 чорний пішак · d6 чорний король · e6 чорний пішак · f6 чорний слон · g6 біла тура · b4 білий пішак · d4 чорний пішак · f4 чорна тура · h4 чорний пішак · e3 білий кінь · a2 чорний слон · h2 білий слон · c1 чорний ферзь · e1 біла тура | e8 білий король · f8 білий ферзь · d7 чорний пішак · e7 білий кінь · b6 білий пішак · c6 чорний пішак · d6 чорний король · e6 чорний пішак · f6 чорний слон · g6 біла тура · b4 білий пішак · d4 чорний пішак · f4 чорна тура · h4 чорний пішак · e3 білий кінь · a2 чорний слон · h2 білий слон · c1 чорний ферзь · e1 біла тура | e8 білий король · f8 білий ферзь · d7 чорний пішак · e7 білий кінь · b6 білий пішак · c6 чорний пішак · d6 чорний король · e6 чорний пішак · f6 чорний слон · g6 біла тура · b4 білий пішак · d4 чорний пішак · f4 чорна тура · h4 чорний пішак · e3 білий кінь · a2 чорний слон · h2 білий слон · c1 чорний ферзь · e1 біла тура | e8 білий король · f8 білий ферзь · d7 чорний пішак · e7 білий кінь · b6 білий пішак · c6 чорний пішак · d6 чорний король · e6 чорний пішак · f6 чорний слон · g6 біла тура · b4 білий пішак · d4 чорний пішак · f4 чорна тура · h4 чорний пішак · e3 білий кінь · a2 чорний слон · h2 білий слон · c1 чорний ферзь · e1 біла тура | e8 білий король · f8 білий ферзь · d7 чорний пішак · e7 білий кінь · b6 білий пішак · c6 чорний пішак · d6 чорний король · e6 чорний пішак · f6 чорний слон · g6 біла тура · b4 білий пішак · d4 чорний пішак · f4 чорна тура · h4 чорний пішак · e3 білий кінь · a2 чорний слон · h2 білий слон · c1 чорний ферзь · e1 біла тура | e8 білий король · f8 білий ферзь · d7 чорний пішак · e7 білий кінь · b6 білий пішак · c6 чорний пішак · d6 чорний король · e6 чорний пішак · f6 чорний слон · g6 біла тура · b4 білий пішак · d4 чорний пішак · f4 чорна тура · h4 чорний пішак · e3 білий кінь · a2 чорний слон · h2 білий слон · c1 чорний ферзь · e1 біла тура | e8 білий король · f8 білий ферзь · d7 чорний пішак · e7 білий кінь · b6 білий пішак · c6 чорний пішак · d6 чорний король · e6 чорний пішак · f6 чорний слон · g6 біла тура · b4 білий пішак · d4 чорний пішак · f4 чорна тура · h4 чорний пішак · e3 білий кінь · a2 чорний слон · h2 білий слон · c1 чорний ферзь · e1 біла тура | e8 білий король · f8 білий ферзь · d7 чорний пішак · e7 білий кінь · b6 білий пішак · c6 чорний пішак · d6 чорний король · e6 чорний пішак · f6 чорний слон · g6 біла тура · b4 білий пішак · d4 чорний пішак · f4 чорна тура · h4 чорний пішак · e3 білий кінь · a2 чорний слон · h2 білий слон · c1 чорний ферзь · e1 біла тура | 4 |
| 3 | e8 білий король · f8 білий ферзь · d7 чорний пішак · e7 білий кінь · b6 білий пішак · c6 чорний пішак · d6 чорний король · e6 чорний пішак · f6 чорний слон · g6 біла тура · b4 білий пішак · d4 чорний пішак · f4 чорна тура · h4 чорний пішак · e3 білий кінь · a2 чорний слон · h2 білий слон · c1 чорний ферзь · e1 біла тура | e8 білий король · f8 білий ферзь · d7 чорний пішак · e7 білий кінь · b6 білий пішак · c6 чорний пішак · d6 чорний король · e6 чорний пішак · f6 чорний слон · g6 біла тура · b4 білий пішак · d4 чорний пішак · f4 чорна тура · h4 чорний пішак · e3 білий кінь · a2 чорний слон · h2 білий слон · c1 чорний ферзь · e1 біла тура | e8 білий король · f8 білий ферзь · d7 чорний пішак · e7 білий кінь · b6 білий пішак · c6 чорний пішак · d6 чорний король · e6 чорний пішак · f6 чорний слон · g6 біла тура · b4 білий пішак · d4 чорний пішак · f4 чорна тура · h4 чорний пішак · e3 білий кінь · a2 чорний слон · h2 білий слон · c1 чорний ферзь · e1 біла тура | e8 білий король · f8 білий ферзь · d7 чорний пішак · e7 білий кінь · b6 білий пішак · c6 чорний пішак · d6 чорний король · e6 чорний пішак · f6 чорний слон · g6 біла тура · b4 білий пішак · d4 чорний пішак · f4 чорна тура · h4 чорний пішак · e3 білий кінь · a2 чорний слон · h2 білий слон · c1 чорний ферзь · e1 біла тура | e8 білий король · f8 білий ферзь · d7 чорний пішак · e7 білий кінь · b6 білий пішак · c6 чорний пішак · d6 чорний король · e6 чорний пішак · f6 чорний слон · g6 біла тура · b4 білий пішак · d4 чорний пішак · f4 чорна тура · h4 чорний пішак · e3 білий кінь · a2 чорний слон · h2 білий слон · c1 чорний ферзь · e1 біла тура | e8 білий король · f8 білий ферзь · d7 чорний пішак · e7 білий кінь · b6 білий пішак · c6 чорний пішак · d6 чорний король · e6 чорний пішак · f6 чорний слон · g6 біла тура · b4 білий пішак · d4 чорний пішак · f4 чорна тура · h4 чорний пішак · e3 білий кінь · a2 чорний слон · h2 білий слон · c1 чорний ферзь · e1 біла тура | e8 білий король · f8 білий ферзь · d7 чорний пішак · e7 білий кінь · b6 білий пішак · c6 чорний пішак · d6 чорний король · e6 чорний пішак · f6 чорний слон · g6 біла тура · b4 білий пішак · d4 чорний пішак · f4 чорна тура · h4 чорний пішак · e3 білий кінь · a2 чорний слон · h2 білий слон · c1 чорний ферзь · e1 біла тура | e8 білий король · f8 білий ферзь · d7 чорний пішак · e7 білий кінь · b6 білий пішак · c6 чорний пішак · d6 чорний король · e6 чорний пішак · f6 чорний слон · g6 біла тура · b4 білий пішак · d4 чорний пішак · f4 чорна тура · h4 чорний пішак · e3 білий кінь · a2 чорний слон · h2 білий слон · c1 чорний ферзь · e1 біла тура | 3 |
| 2 | e8 білий король · f8 білий ферзь · d7 чорний пішак · e7 білий кінь · b6 білий пішак · c6 чорний пішак · d6 чорний король · e6 чорний пішак · f6 чорний слон · g6 біла тура · b4 білий пішак · d4 чорний пішак · f4 чорна тура · h4 чорний пішак · e3 білий кінь · a2 чорний слон · h2 білий слон · c1 чорний ферзь · e1 біла тура | e8 білий король · f8 білий ферзь · d7 чорний пішак · e7 білий кінь · b6 білий пішак · c6 чорний пішак · d6 чорний король · e6 чорний пішак · f6 чорний слон · g6 біла тура · b4 білий пішак · d4 чорний пішак · f4 чорна тура · h4 чорний пішак · e3 білий кінь · a2 чорний слон · h2 білий слон · c1 чорний ферзь · e1 біла тура | e8 білий король · f8 білий ферзь · d7 чорний пішак · e7 білий кінь · b6 білий пішак · c6 чорний пішак · d6 чорний король · e6 чорний пішак · f6 чорний слон · g6 біла тура · b4 білий пішак · d4 чорний пішак · f4 чорна тура · h4 чорний пішак · e3 білий кінь · a2 чорний слон · h2 білий слон · c1 чорний ферзь · e1 біла тура | e8 білий король · f8 білий ферзь · d7 чорний пішак · e7 білий кінь · b6 білий пішак · c6 чорний пішак · d6 чорний король · e6 чорний пішак · f6 чорний слон · g6 біла тура · b4 білий пішак · d4 чорний пішак · f4 чорна тура · h4 чорний пішак · e3 білий кінь · a2 чорний слон · h2 білий слон · c1 чорний ферзь · e1 біла тура | e8 білий король · f8 білий ферзь · d7 чорний пішак · e7 білий кінь · b6 білий пішак · c6 чорний пішак · d6 чорний король · e6 чорний пішак · f6 чорний слон · g6 біла тура · b4 білий пішак · d4 чорний пішак · f4 чорна тура · h4 чорний пішак · e3 білий кінь · a2 чорний слон · h2 білий слон · c1 чорний ферзь · e1 біла тура | e8 білий король · f8 білий ферзь · d7 чорний пішак · e7 білий кінь · b6 білий пішак · c6 чорний пішак · d6 чорний король · e6 чорний пішак · f6 чорний слон · g6 біла тура · b4 білий пішак · d4 чорний пішак · f4 чорна тура · h4 чорний пішак · e3 білий кінь · a2 чорний слон · h2 білий слон · c1 чорний ферзь · e1 біла тура | e8 білий король · f8 білий ферзь · d7 чорний пішак · e7 білий кінь · b6 білий пішак · c6 чорний пішак · d6 чорний король · e6 чорний пішак · f6 чорний слон · g6 біла тура · b4 білий пішак · d4 чорний пішак · f4 чорна тура · h4 чорний пішак · e3 білий кінь · a2 чорний слон · h2 білий слон · c1 чорний ферзь · e1 біла тура | e8 білий король · f8 білий ферзь · d7 чорний пішак · e7 білий кінь · b6 білий пішак · c6 чорний пішак · d6 чорний король · e6 чорний пішак · f6 чорний слон · g6 біла тура · b4 білий пішак · d4 чорний пішак · f4 чорна тура · h4 чорний пішак · e3 білий кінь · a2 чорний слон · h2 білий слон · c1 чорний ферзь · e1 біла тура | 2 |
| 1 | e8 білий король · f8 білий ферзь · d7 чорний пішак · e7 білий кінь · b6 білий пішак · c6 чорний пішак · d6 чорний король · e6 чорний пішак · f6 чорний слон · g6 біла тура · b4 білий пішак · d4 чорний пішак · f4 чорна тура · h4 чорний пішак · e3 білий кінь · a2 чорний слон · h2 білий слон · c1 чорний ферзь · e1 біла тура | e8 білий король · f8 білий ферзь · d7 чорний пішак · e7 білий кінь · b6 білий пішак · c6 чорний пішак · d6 чорний король · e6 чорний пішак · f6 чорний слон · g6 біла тура · b4 білий пішак · d4 чорний пішак · f4 чорна тура · h4 чорний пішак · e3 білий кінь · a2 чорний слон · h2 білий слон · c1 чорний ферзь · e1 біла тура | e8 білий король · f8 білий ферзь · d7 чорний пішак · e7 білий кінь · b6 білий пішак · c6 чорний пішак · d6 чорний король · e6 чорний пішак · f6 чорний слон · g6 біла тура · b4 білий пішак · d4 чорний пішак · f4 чорна тура · h4 чорний пішак · e3 білий кінь · a2 чорний слон · h2 білий слон · c1 чорний ферзь · e1 біла тура | e8 білий король · f8 білий ферзь · d7 чорний пішак · e7 білий кінь · b6 білий пішак · c6 чорний пішак · d6 чорний король · e6 чорний пішак · f6 чорний слон · g6 біла тура · b4 білий пішак · d4 чорний пішак · f4 чорна тура · h4 чорний пішак · e3 білий кінь · a2 чорний слон · h2 білий слон · c1 чорний ферзь · e1 біла тура | e8 білий король · f8 білий ферзь · d7 чорний пішак · e7 білий кінь · b6 білий пішак · c6 чорний пішак · d6 чорний король · e6 чорний пішак · f6 чорний слон · g6 біла тура · b4 білий пішак · d4 чорний пішак · f4 чорна тура · h4 чорний пішак · e3 білий кінь · a2 чорний слон · h2 білий слон · c1 чорний ферзь · e1 біла тура | e8 білий король · f8 білий ферзь · d7 чорний пішак · e7 білий кінь · b6 білий пішак · c6 чорний пішак · d6 чорний король · e6 чорний пішак · f6 чорний слон · g6 біла тура · b4 білий пішак · d4 чорний пішак · f4 чорна тура · h4 чорний пішак · e3 білий кінь · a2 чорний слон · h2 білий слон · c1 чорний ферзь · e1 біла тура | e8 білий король · f8 білий ферзь · d7 чорний пішак · e7 білий кінь · b6 білий пішак · c6 чорний пішак · d6 чорний король · e6 чорний пішак · f6 чорний слон · g6 біла тура · b4 білий пішак · d4 чорний пішак · f4 чорна тура · h4 чорний пішак · e3 білий кінь · a2 чорний слон · h2 білий слон · c1 чорний ферзь · e1 біла тура | e8 білий король · f8 білий ферзь · d7 чорний пішак · e7 білий кінь · b6 білий пішак · c6 чорний пішак · d6 чорний король · e6 чорний пішак · f6 чорний слон · g6 біла тура · b4 білий пішак · d4 чорний пішак · f4 чорна тура · h4 чорний пішак · e3 білий кінь · a2 чорний слон · h2 білий слон · c1 чорний ферзь · e1 біла тура | 1 |
|   | a | b | c | d | e | f | g | h |   |

FEN: 4KQ2/3pN3/1PpkpbR1/8/1P1p1r1p/4N3/b6B/2q1R3

1. Kf7! ~ 2. Db8#
1. ... Lf~ +   2. S3f5#
1. ... L:e7 + 2. Lf4#
1. ... Le5 +  2. S7f5#
1. ... e5 +    2. S7d5#
- — - — - — -
1. ... Ke5 2. Sc4#
Після вступного ходу білим королем виникає загроза мату. У пів-зв'язці стоять чорний пішак «е6» і слон «f5». Гра чорної пів-зв'язки утворює тематичні варіанти гри — одна з фігур зв'язується, а друга оголошує батарейний шах. У двох останніх тематичних варіантах додатково виражена тема Ботаккі, яка реалізовується, як відомо, в механізмі повної пів-зв'язки з блокуванням полів біля чорного короля.